# Schimmenspel

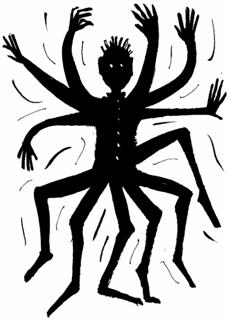

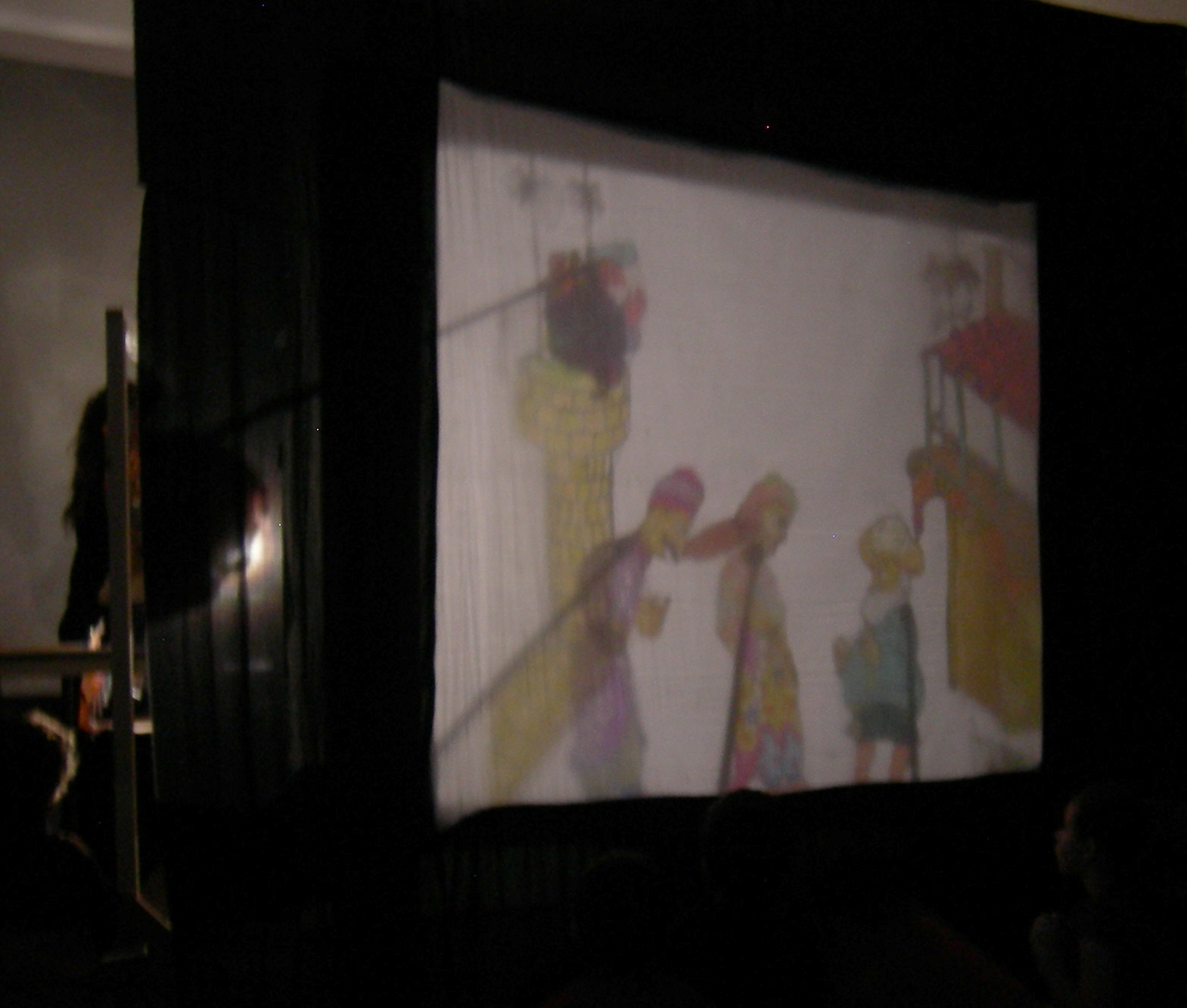
Een schimmenspel (hier karagöz uit Turkije) hoeft niet altijd in zwart, wit en grijs te zijn

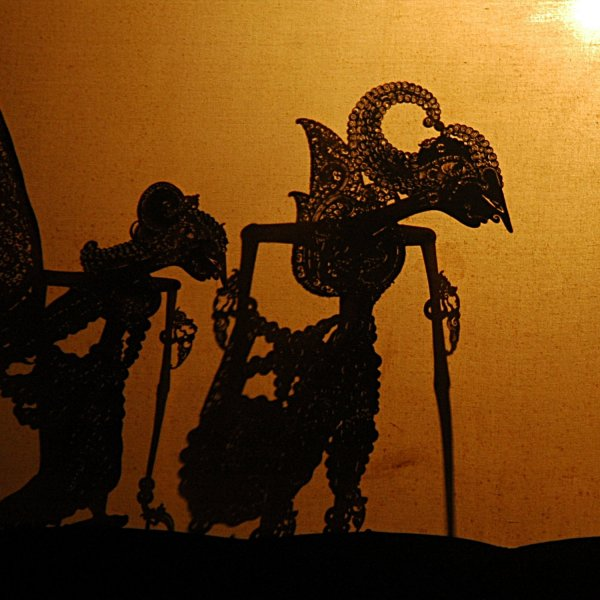
Wayang

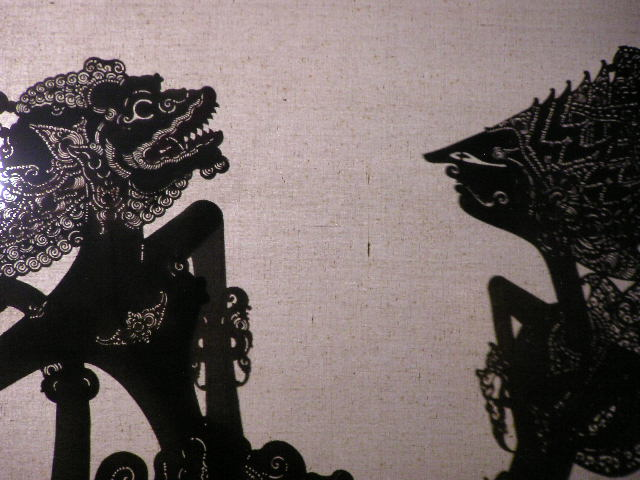
Wayang

Schimmenspel is het spelen met slagschaduwen (schimmen).
Door te spelen met schaduwen zijn vele stemmingen op te roepen. Ook biedt het allerlei mogelijkheden; met al zijn beperkingen kunnen in het schimmenspel dingen gebeuren die vrijwel onmogelijk in andere theatervormen getoond kunnen worden. Een schim kan van heel klein zeer groot worden. En bij bijvoorbeeld een geboorte of operatie kunnen schaduwbeelden de illusie wekken dat het allemaal echt gebeurt; een schaduw verbergt zich achter een andere schaduw en kan dan plotseling tevoorschijn komen.
"Als een schim door de nacht" is een uitdrukking die vaak wordt gebruikt. Deze uitdrukking weerspiegelt het geheimzinnige aspect van het schimmenspel. De figuur in kwestie geeft zichzelf niet helemaal bloot; slechts zijn schim geeft een indicatie van zijn uiterlijk en karakter. De nacht staat symbool voor een veelheid van duistere gegevens: het is de tijd dat er angstaanjagende dingen kunnen gebeuren.
Zodra het licht in de zaal uitgaat, zodra het donker wordt en de nacht wordt geïmiteerd, zodra er schimmen te zien zijn is er een sfeer van spanning opgeroepen. Het geeft het schimmenspel een magisch en geheimzinnig karakter.
De beperking tot het tweedimensionale vlak, de soberheid en de beperkingen aan beweging van het schimmenspel met poppen, laten veel aan de eigen verbeelding over. Doordat niet alles precies kan worden uitgewerkt, zal de kijker dit in zijn verbeelding moeten en willen doen. Hij kan het spel dus voor zichzelf aanvullen met zijn eigen ervaringen en vanuit zijn eigen belevingswereld. Ook dit geeft het schimmenspel zijn magische karakter, sterker nog dan bij andere vormen van poppenspel.

## De geschiedenis van het schimmenspel

### Algemeen
Waar en wanneer het schimmenspel precies is ontstaan is onduidelijk. Wellicht bij de eerste zonsopgang, er bestaan verschillende legenden over. Wat wel vast staat is dat de oudste vormen van het schimmenspel uit Azië (China, India en/of Java) komen. De oudste bewijzen zijn geschriften, tekeningen en verhalen. Deze dateren uit de tijd van ± 100 v.Chr.
Uit Azië is het schimmenspel, via het Midden-Oosten en Afrika (1100 - 1400), in Europa terechtgekomen (± 1680 in Italië). Hier noemde men het in het begin: Chinees schimmenspel doordat de mensen dachten dat het uit China kwam. Door rondtrekkende straatartiesten werd het via Italië, Duitsland en Engeland over heel Europa verspreid. In deze jaren was het, vooral voor de Duitse artiesten, populair om allerlei geheimzinnige, griezelige en spookachtige effecten op te roepen. Zo werden er bijvoorbeeld schimmen geprojecteerd op rookwolken.
Le Théâtre Séraphin (1772 - 1870) van de Fransman François Séraphin Dominiqui (1747 - 1800) zorgde er in de achttiende en negentiende eeuw voor dat het schimmenspel opbloeide tot een theatervorm van formaat. Het theater Le Chat Noir (1887 - 1897) onder leiding van Henri Rivière, zorgde ook voor veel "promotie" van het schimmenspel. Vanaf de tijd van Le Théâtre Séraphin is het lange tijd (ook in Nederland) populair geweest om thuis op geïmproviseerde wijze schimmenspel te spelen.
In Europa zijn er eigenlijk maar een klein aantal spelers geweest die zich tot bekendheden in het theater hebben opgewerkt. Deze namen zijn nu vaak alleen nog toegankelijk voor kenners: François Séraphin, Ko Doncker, Willem Roelofs jr., Pieter van Gelder, Frans ter Gast en Kobus de Graaff.

### Schimmenspel in Nederland
Ko Doncker (1874 - 1917) was de eerste echte grote schimmenspeler in Nederland. Hij moet een vreemde man zijn geweest die rare invallen had en impulsief was. Zijn grootste kracht was het voordragen van de eigen geschreven teksten en daarnaast had hij een tekenopleiding gevolgd. In zijn spelen verdreef hij de droefheid met vrolijkheid, met ernstige zaken stak hij de gek. De geschiedenis en vooral die van de schilderkunst, was zijn geliefde onderwerp. Hij maakte niet veel gebruik van bewegingen in zijn poppen. Het zuivere contrast tussen zwart en wit vond hij belangrijker.
Ook Willem E. Roelofs jr. (1874 - ?) was een belangrijke speler in die tijd. Hij speelde meestal een aantal korte stukken achter elkaar en gebruikte vele grijstinten en bewegingen in zijn poppen en decors. In 1920 stopte hij. Technisch en esthetisch was hij (volgens Rico Bulthuis) aan zijn einde, nadat hij ± acht jaar had gespeeld.
Aanvankelijk leek het schimmenspel rond 1920 op een dieptepunt te komen. De destijds jonge Pieter van Gelder (1902 -?) leek het tij te keren. Hij had de kunstnijverheidsschool gevolgd wat hem de ondergrond voor het schimmenspel gaf. Hij maakte fantasievolle, karikatuurachtige figuren (vaak van hout) en doordat er tot dan toe hoofdzakelijk realistisch werd gewerkt, sloeg hij een totaal andere weg in. Hij speelde van 1916 tot 1926 en was gestopt doordat hij geen tijd meer had voor het vele werk dat het schimmenspel met zich mee bracht.
De laatste belangrijke schimmenspel was Frans ter Gast (1880 - 1970). In 1918 had hij al schimmen gemaakt, maar in 1924 maakte hij pas zijn eerste volledige spel. Hij was ontwerper en decorateur van beroep en had het schimmenspel als hobby naast zijn baan. Zijn bijzondere kwaliteit was het maken van de vele bewegingen, als speler was hij niet bijzonder begaafd.

### Bijzonderheden en opvallende spelvormen.
China: 960 - 1278. "Lampen met rennende paarden". Dit waren grote lantaarns met daarin een kaars. De hitte van de kaars bracht een spiraalachtige veer in beweging. Op die veer waren de papieren ruiterfiguren bevestigd. ± 1100. In deze tijd bloeide het schimmenspel in China op. Er waren straatartiesten die het theater waarin ze speelden, compleet op de schouders droegen. Het lichaam werd vanaf de schouders door een doek bedekt.
India: De spelen die werden gespeeld duurden bijna de hele nacht tot het ochtendgloren. De poppen waren zeer groot; soms tot mens hoogte.
Indonesië: Vanaf ± 1000 (vooral op Bali en Java). Hier ontstond het schimmenspel uit de inwijdingsriten voor jonge mannen. De vrouwen mochten hier niet naar kijken, wel mochten ze naar de schaduwen van deze riten kijken.

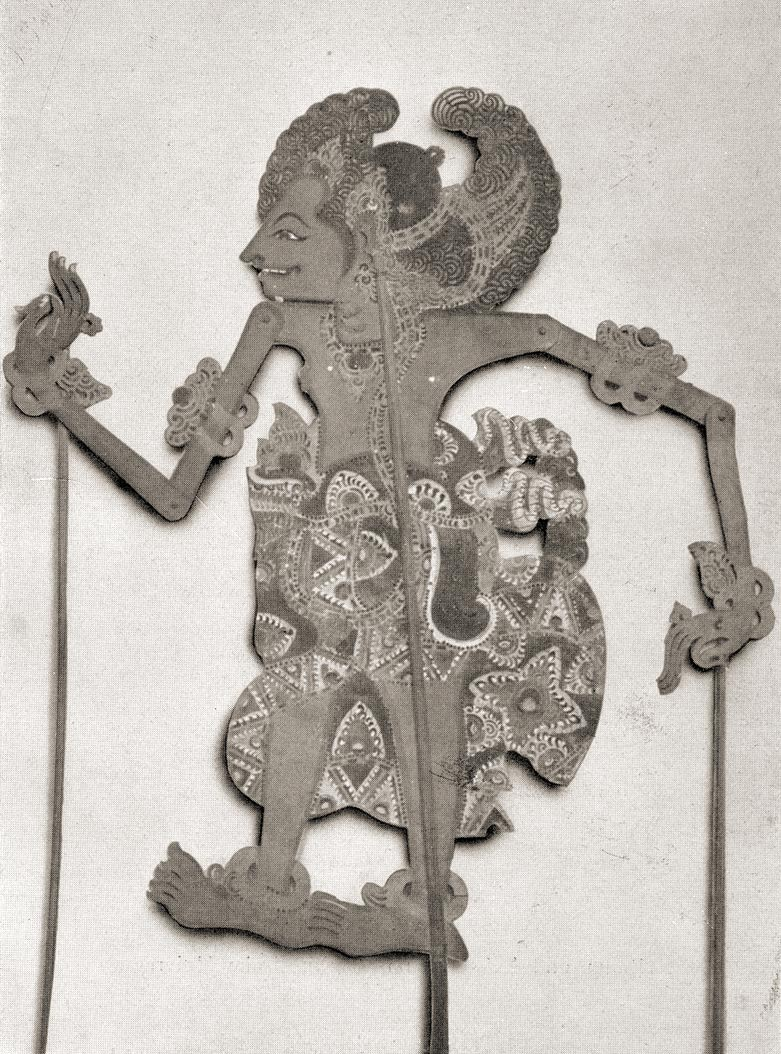
Wayang Bali

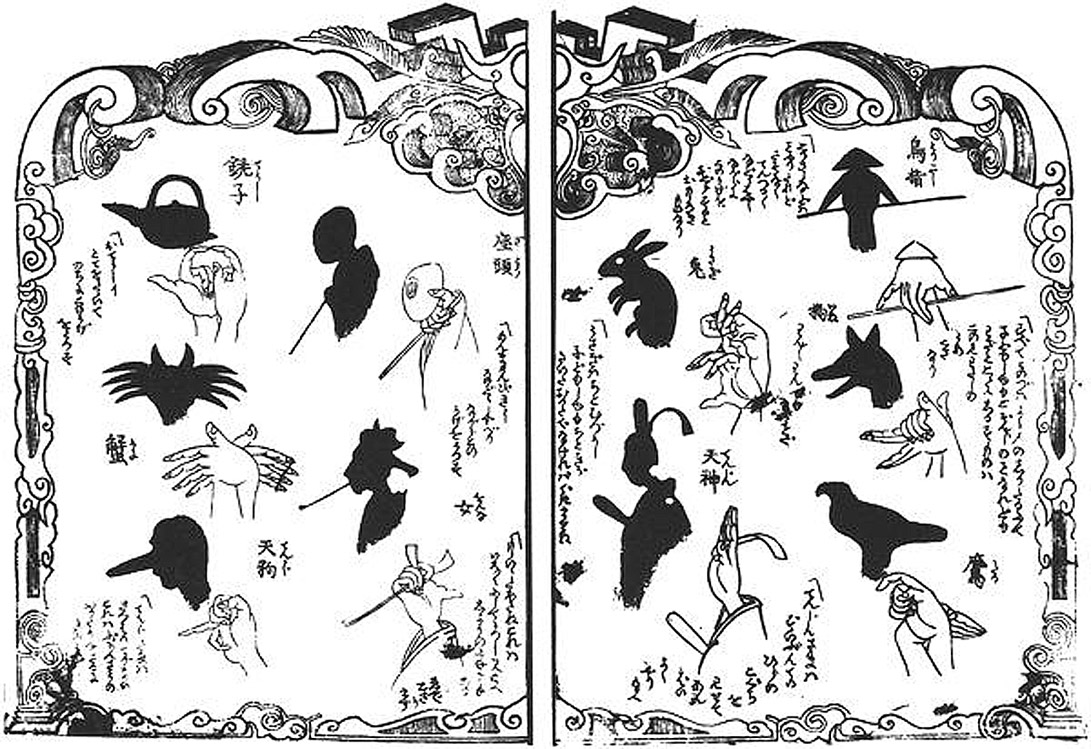
Schaduwspel, 1810

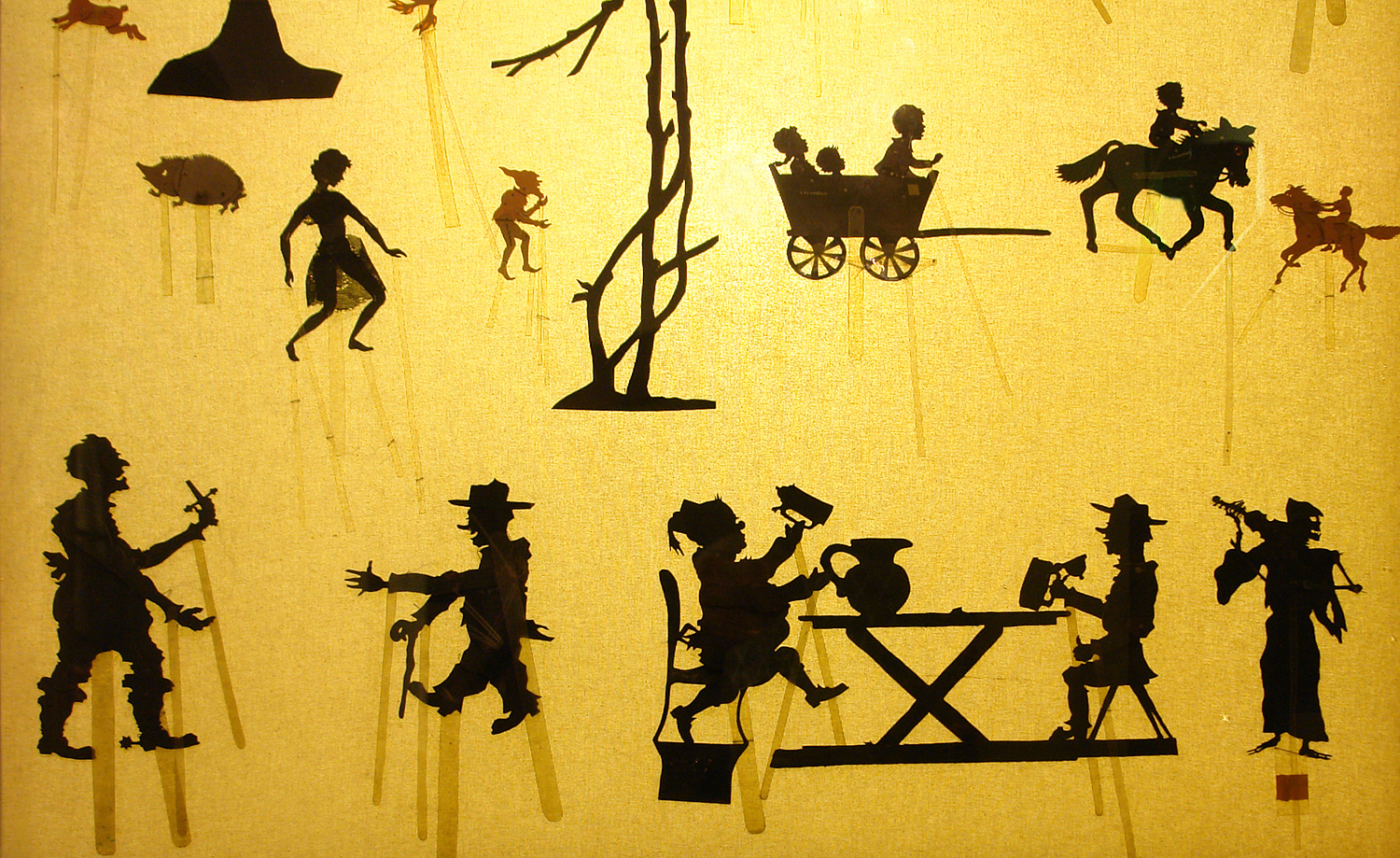
Schaduwspel

Het schimmenspel is verwant aan het wajangspel. 'Wayang' is Javaans voor: schaduw, silhouet en geestverschijning. Niet alle wajangspelen zijn schimmenspelen. Ook in de wajangspelen kwamen de riten voor jonge mannen terug. Ze werden soms gecombineerd met levend schimmenspel waarbij totale mensfiguren als schim fungeerde.
Thailand: Vanaf ± 1500. Een van de vormen die daar beoefend werd was die van de "nang yaj". Deze vond plaats in de openlucht voor groot publiek. Het doek was een drieluik van 20 meter lang en 3 tot 5 meter hoog. Vaak met een opening erin, waardoor de spelers ook voor het doek met hun poppen konden spelen. Het scherm helde iets naar het publiek toe en er waren versieringen op de zijkant aangebracht. Erachter werd een groot vuur gestookt
In Cambodja is Sbek Thom het schimmenspel van de Khmer, sinds 2005 staat het op de Lijst van Meesterwerken van het Orale en Immateriële Erfgoed van de Mensheid.
Ook de kantjilverhalen worden middels een schimmenspel uitgebeeld.

## Verschijningsvormen van het schimmenspel

### Silhouet algemeen
Er zijn een aantal kunstvormen, zoals de knipselkunst, de portretsilhouetten, wayang en de witte schimmen, die een nauwe verwantschap hebben met de theatervorm van het schimmenspel. Al deze kunstvormen zijn, evenals de theatervorm, gebaseerd op contrasten maar er wordt niet echt mee opgetreden.
- De knipselkunst. De sel- of silhouetkunst is de basis voor het Europese schimmenspel. Het gaat er om de essentie vast te leggen in het contrast tussen zwart en wit. Je kunt zwart papier knippen, waarna je het op wit papier legt, of andersom. De knipselkunst komt uit China en kwam via Perzië en Turkije naar Oostenrijk en Zuid-Duitsland, waarna het zich verspreidde over heel Europa. Ook nu zijn er in heel Europa nog veel mensen die deze kunst beoefenen.
- Portretsilhouetten. Bij het maken van een portretsilhouet wordt de schaduw van het hoofd van de persoon geprojecteerd op een stuk papier tegen de muur. Op dit papier wordt dan het silhouet (de omtrek) getekend, waarna het wordt uitgeknipt of zwart wordt ingekleurd.
- De portretteerstoel, "uitgevonden" door J.G. Lavater in 1783, geeft een andere mogelijkheid. Op de stoel is aan de rechter leuning een scherm gemaakt. Een lamp naast de linker leuning werpt een schaduw, van de persoon die op de stoel zit, op het scherm. Aan de andere kant van het scherm staat de tekenaar.
- Coptografische figuren (Witte schimmen). In deze schimmen is het wit, dat uit de poppen wordt geknipt het belangrijkste: het silhouet wordt van binnenuit bewerkt. De figuren worden meestal en face weer gegeven. De coptografische figuren werden vroeger meestal gebruikt om de silhouetten van bekende figuren en van monsters, groots op de muur te projecteren. Daarbij werden dan verhalen of gedichten over deze figuren bij verteld. Door het minutieuze verschil met andere poppen en de portretsilhouet, is de witte schim vrijwel uitgestorven.

### Spelen met silhouetten
- Handschaduwbeelden: De schaduwen worden gemaakt met de handen en onderarm op de muur of op een scherm.
- Spaans schimmenspel: Deze vorm wordt ook wel "Levend-" of "Menselijk-" schimmenspel genoemd. Er wordt geacteerd door mensen achter het scherm, meestal in volle persoon. De toeschouwers kijken naar de schaduwbeelden.
- Spelen met poppen. Dit is de eigenlijke vorm die men, algemeen beschouwd, onder de term "schimmenspel" plaatst. Er wordt met poppen gespeeld van variërende grootte; van zeer klein tot mensgrootte, afhankelijk van de grootte van het theater waarin gespeeld wordt. Een lamp (elektrisch, olie of gas) of een kaars is de lichtbron. De pop, al dan niet met beweging en/of kleur, zorgt voor de schaduw op het scherm.
- Schimmenspel in papieren- en miniatuurtheaters. Het gaat hier om kleine theaters met een maximale grootte van ± 70 cm breed en ± 50 cm hoog. In deze theatervorm wordt weinig gebruikgemaakt van beweging. Het minutieuze karakter van de poppen laat dit niet toe. De decors bestaan vaak alleen uit de coulissen aan de zijkant. In Nederland werden vroeger wel transparante schilderingen gemaakt als decor (ook voor het spel in de grote theaters).
- Schimmenfilm: Deze vorm is afgeleid van de Chinese vorm "Lampen met rennende paarden", de toverlantaarn. Ook heeft deze vorm hetzelfde idee als een [tekenfilm]. De schimmenfilm wordt gemaakt door een foto te nemen van een tafereel, vervolgens wordt de situatie iets veranderd en weer een foto genomen. Door zeer snel de verschillende foto's met schaduwbeelden achter elkaar te vertonen, die allemaal maar iets van elkaar verschillen, ontstaat een vloeiende beweging. De Duitse Lotte Reiniger is rond 1930 bekend geworden met deze schimmenfilms.

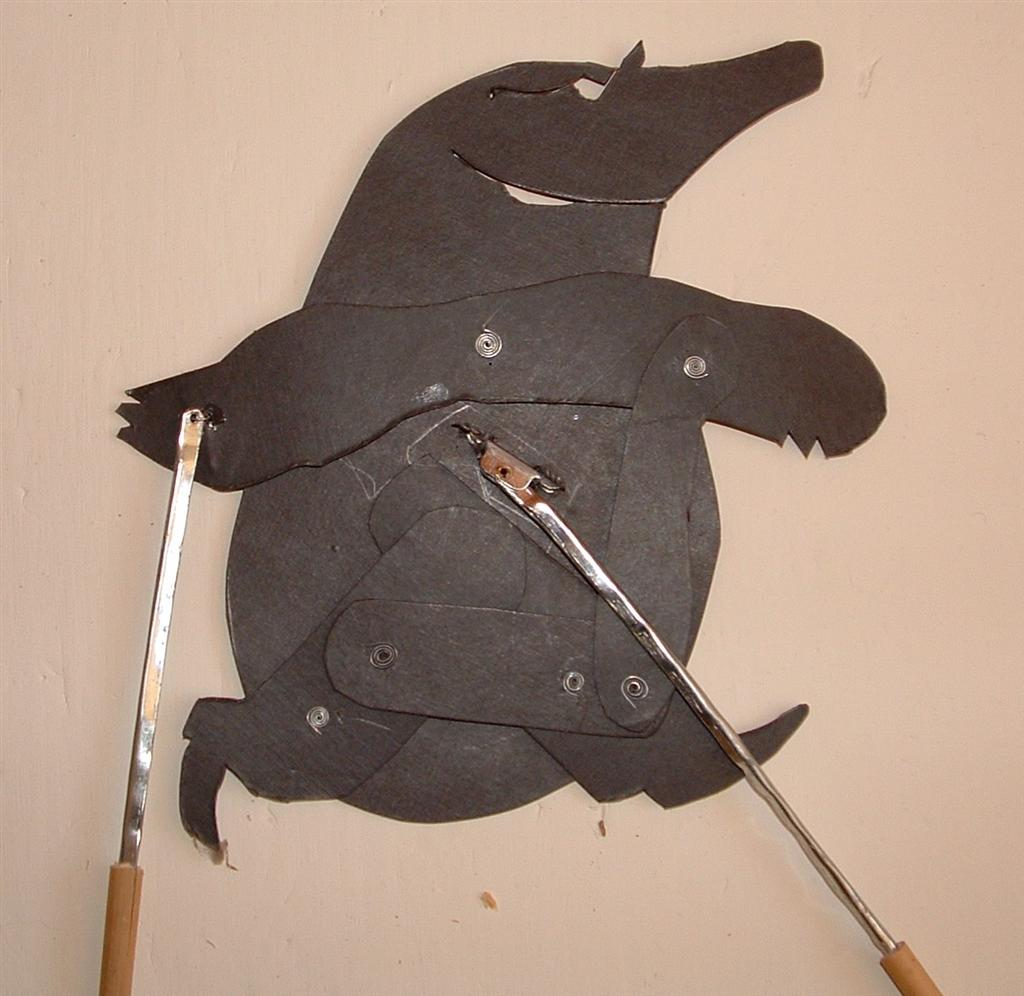
Schimpop mol

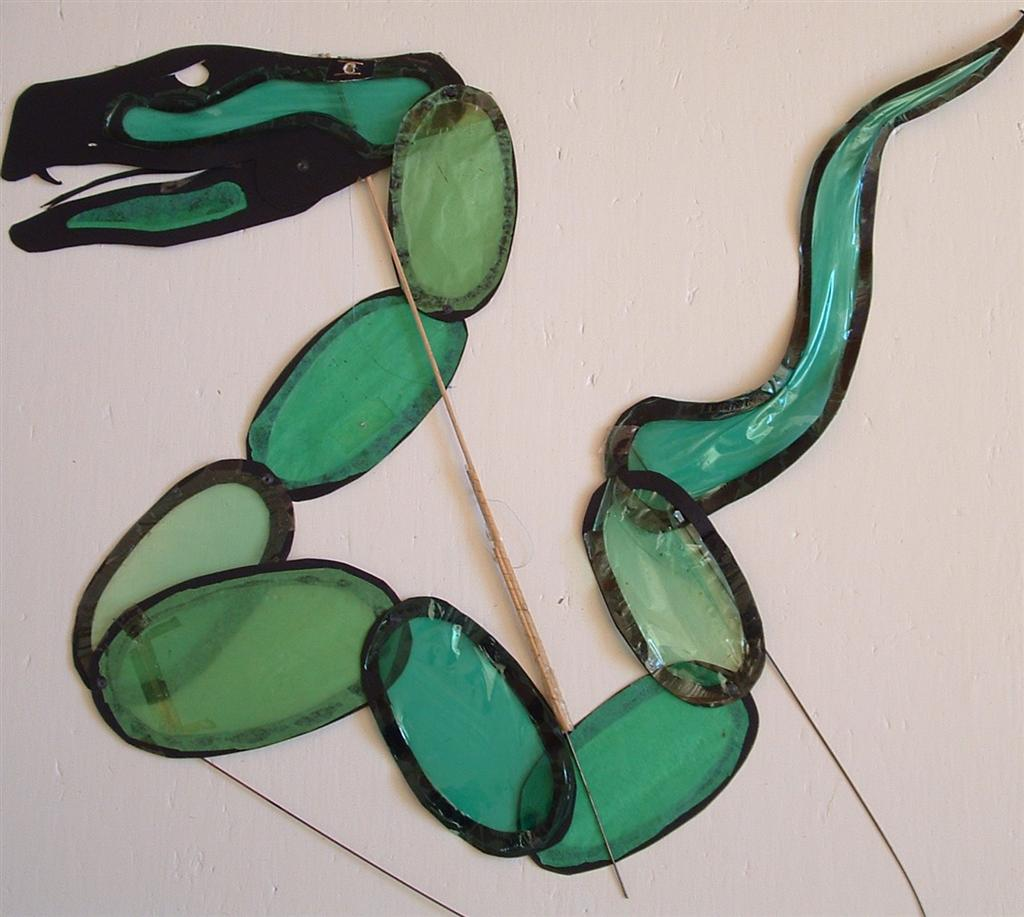
Schimpop slang

## De techniek van het schimmenspel
Voor het schimmenspel is niet veel nodig. Een lichtbron, zoals een lamp of een kaars, en een doorzichtig scherm of doek. Op dit doek kan ook een decor worden geschilderd of genaaid om het verhaal te verduidelijken. Alles wat nu tussen de lichtbron en het scherm komt werpt een schaduw op het scherm. Aan de andere kant van dit scherm bevinden zich de toeschouwers die naar de schaduwen kijken. De schaduwen kunnen op vele manieren gevormd en vervormd worden, zodat het schimmenspel begint te leven.
Het schimmenspel is een complex geheel, waarin drie elementen het belangrijkste zijn: Het maken en bedenken van silhouetten, de verhalen en de begeleidende muziek. Het is niet mogelijk om hiervan alle technieken op te sommen; de vindingrijkheid is de grootste techniek!

### Silhouetten middels poppen
In de eerst plaats moet het silhouet vastgelegd worden door middel van een tekening of schildering op het zwarte fotokarton. Dit kan door te improviseren met inkt, een bestaande tekening zwart-wit over te tekenen, een schaduw uit te tekenen of het silhouet zelf te ontwerpen. Vervolgens moet overwogen worden of de pop verrijkt kan worden met kleuren en/of beweging.
De kleur in de pop ontstaat doordat er licht valt door gekleurd papier, op het scherm. Voor dit gekleurde papier komen eenvoudig alle transparante soorten in aanmerking. De kleuren worden in de pop meestal nog omringd door een zwarte rand. Het contrast tussen zwart en wit wordt aangevuld door het contrast met de diverse kleuren.
Een beweging ontstaat (naast het feit dat de pop eenvoudig kan worden voortbewogen over het scherm) doordat de afzonderlijke delen van de pop ten opzichte van elkaar bewegen. Het bewegende deel moet dan een extra stukje bevatten, waarmee het aan de rest van de pop kan worden vastgemaakt.

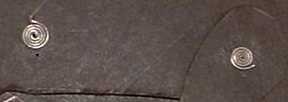
spiraalverbinding

De verbinding wordt gemaakt door middel van een splitpen of een platgedrukt spiraaltje. Bij het spiraaltje wordt het ijzerdraad (0,5 mm) door de beide onderdelen gestoken en platgedrukt. Vervolgens drukt men de duim erop en met de andere hand wordt het draadje een aantal malen onder de duim rond gedraaid. Als laatste moet aan het bewegende deel een leidstaafje (ijzerdraad of karton) gemaakt worden. Als de pop meer bewegende delen heeft, kunnen deze met elkaar verbonden worden door middel van koppelingen; de beweging wordt dan door slechts één leidstaafje uitgevoerd.

### Silhouetten middels lichaamsschaduwen
Handschaduwen

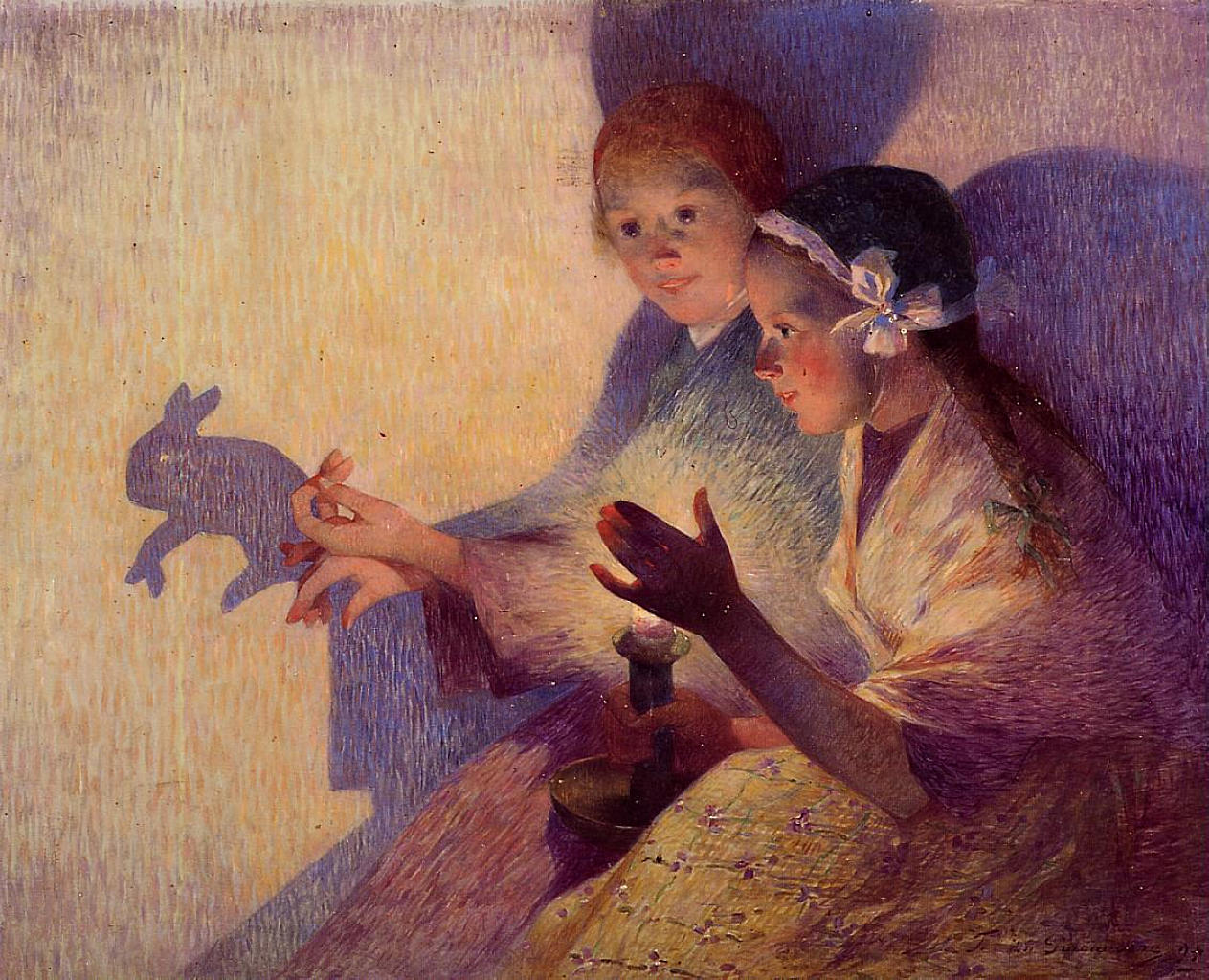
Handschaduwen, Ferdinand Loyen du Puigaudeau

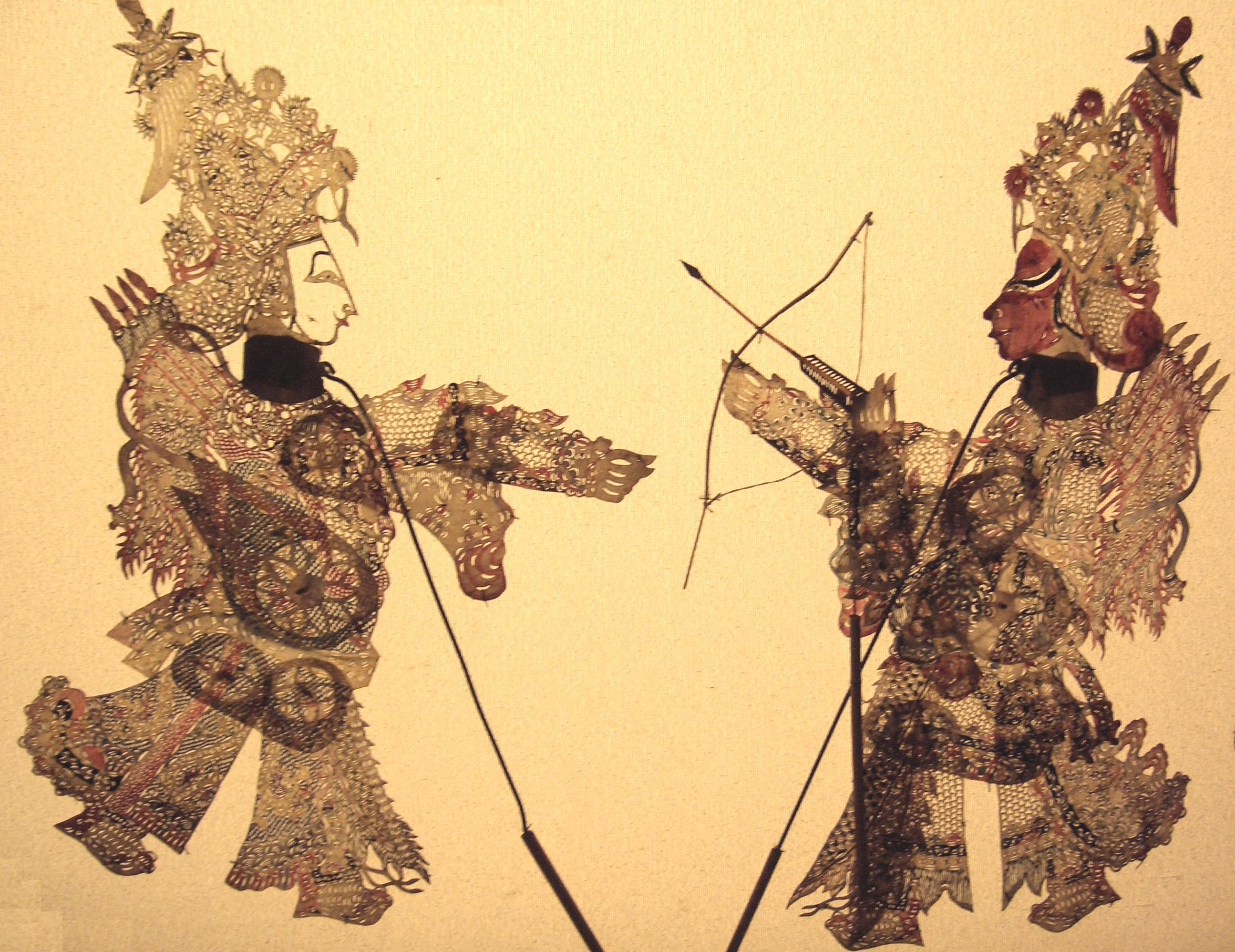
Poppen uit het Chinees schaduwspel

Het maken van deze beelden gebeurt door de handen en onderarmen zo te manipuleren, dat er een schaduwbeeld ontstaat. Dat schaduwbeeld kan van alles uitbeelden; van dieren tot de vreemdste mensen. Het spelen met handschaduwbeelden kan verrijkt worden door combinaties met delen van poppen en andere attributen te maken. Een gezicht kan bijvoorbeeld met de hand gemaakt worden, de hoed en de sigaar kunnen worden gemaakt door een stukje karton. Bij de opvoering van deze handschaduwbeelden zijn er twee mogelijkheden: Met spel (met beweging) of zonder spel. Zonder spel, de meest beoefende vorm, ligt de nadruk alleen op de vorm van de schaduw. Met spel wordt het echter interessanter, maar evenredig ook moeilijker. Handschaduwen met spel lenen zich goed voor het uitbeelden van zeer korte sketches: Een grote spin die een vogel opeet of een hond die achter een zwaan aan rent.
Spaans schimmenspel
Bij het Spaans schimmenspel wordt er geacteerd door mensen, meestal in volle persoon, achter het scherm. De toeschouwers kijken naar de schaduwbeelden. Er zijn verschillende "trucs" en technieken die in deze vorm van schimmenspel het duidelijkst naar voren komen. De trucs zijn gebaseerd op de ruimte tussen scherm en lamp en het feit dat een schaduw groter wordt doordat men naar de lamp toe loopt. De vorm van de schaduw en de wijze waarop deze voortbeweegt zijn belangrijk. Er moet gelet worden op:
- Kijken naar de schaduwbeelden in plaats van naar het eigen lichaam. De speler moet uit ervaring weten welke manipulaties hij met zijn lichaam moet maken om een bepaald resultaat te krijgen.
- En-profiel of en-face? Welke karakteristieken wil de speler wel of niet uitbeelden?
- Het tempo van de beweging. Doordat het schimmenspel tweedimensionaal is en doordat bij het schimmenspel alle aandacht van de toeschouwer gericht is op het schaduwbeeld, lijkt het alsof de schaduw zich sneller en feller voortbeweegt.
- Zwellen; Door naar de lamp te lopen wordt de schaduw op het doek steeds groter. Deze techniek is ook in combinatie met de volgende te gebruiken: de ene schaduw overlapt de andere doordat hij groter is. Zo kan iemand van bijna twee meter verdwijnen in een kind van anderhalve meter of kan men dwars door elkaar heen lopen.
- Overlappen; de schaduw op het scherm is makkelijk te vervormen door bijvoorbeeld attributen te gebruiken en van achter een schaduw kunnen andere dingen tevoorschijn komen.